# Maksim Žestokov
Maksim Andreevič Žestokov (in russo Максим Андреевич Жестоков?; Kazan', 19 giugno 1991) è un calciatore russo, difensore svincolato.

## Carriera

### Club
Ha giocato nella massima serie russa e in quella armena. Inoltre, ha giocato 12 partite nei turni preliminari di Europa League, tutte con il P'yownik.

### Nazionale
Ha giocato nelle nazionali giovanili russe Under-19, Under-20 ed Under-21.